# 三輪ヨシユキ
三輪 ヨシユキ（みわ よしゆき）は日本の漫画家。長崎県出身
。代表作は『神と一緒に』、『THE NEW GATE』、『終極エンゲージ』（すべて作画）。

## 略歴・人物
幼い頃から絵を描くのが好きで、書店があまりない島で育ったため漫画自体ほとんど読んだことはなかったが、テレビアニメを見てその落書きをよくしていた。高校卒業後、絵関係の専門学校（福岡デザインコミュニケーション専門学校）に入学。イラスト専攻に入り、そこで初めて漫画の描き方に触れ、漫画家を目指す。
専門学校生のとき初めてコミックスを購入。専門学校のイラストの先生には「学校で一番か二番に描ける子」と認定されていた。
在学中、専門学校講師であり当時現役で漫画の仕事をしていた漫画家の元で手伝いをする。卒業後、その漫画家の専属アシスタントになる。アシスタントをしながら漫画を投稿し、商業誌デビュー。
2011年、『ヤングガンガン』にて『神と一緒に』（原作：Ju Homin）で連載デビュー。
2015年からはアルファポリスにて『THE NEW GATE」（原作：風波しのぎ）を連載。
2017年からは専門学校からの友人である江藤俊司と組み、少年ジャンプ+にて『終極エンゲージ』を連載。
息子が一人いる。

## 作品リスト

### 読切
- 「Calm Before the Storm」（増刊ヤングガンガン Vol.11、2010年10月29日）
- 「Fullmoon Trap」（ヤングガンガン 2011年 No.15）
- スクールガールストライカーズのアンソロジー企画読切「スクールガールストライカーズAnthology Channel vol.5」（ヤングガンガン 2015年 No.17）[9]
『スクールガールストライカーズ Anthology Channel』（発行：スクウェア・エニックス、企画・編集：ヤングガンガン編集部、2015年9月19日）[10]
- 「ハトシェプスト」（原作：江藤俊司、ジャンプSQ.CROWN 2016SPRING、2016年4月15日）
- 「後ろの四天王」（原作：江藤俊司、少年ジャンプ+、2019年01月06日）

### 連載
- 神と一緒に（原作：Ju Homin、ヤングガンガン、2011年 - 2014年、全4巻）
- THE NEW GATE（原作：風波しのぎ、アルファポリス、2015年 - 連載中）
- 終極エンゲージ（原作：江藤俊司、少年ジャンプ+、2017年3月12日 - 2018年4月15日）
- スマホゲーム「茜さすセカイでキミと詠う」4コマ漫画（2016年8月19日 - 2017年4月14日、全10話）[11]

## インタビュー
- アルファポリス 漫画家へGO プロ漫画家インタビュー No.2 三輪ヨシユキ先生
  - 「第1回 子供の頃から好きだった落書きが、いつしか漫画家への原動力に！」[4]
  - 「第2回 三輪先生の仕事道具＆漫画制作スケジュールを大公開！」[12]
  - 「第3回 実際に「THE NEW GATE」を描いている作画工程を大公開!!」[13]
  - 「第4回 三輪ヨシユキ＆担当編集のフリートーク！」[5]

## その他
- 読切「FLEAGHT-フリート-」（原作：成田成哲、作画：後藤慶介、少年ジャンプ+、2017年12月25日） 手伝い[14]
- CDシングル「transit」（uijin、2019年3月12日） ジャケットイラスト[15]